# Ford Sterling
Ford Sterling (3 de noviembre de 1883-13 de octubre de 1939) fue un actor estadounidense.

## Biografía
Nació con el nombre George Ford Stich en La Crosse, Wisconsin. Comenzó su carrera en el cine mudo en 1911 con Biograph Studios. Cuando el director Mack Sennett se fue para fundar Keystone Studios, Sterling lo siguió. Ahí, interpretó a uno de sus personajes más conocidos, 'Chief Teeheezel' en la serie de slapstick Keystone Kops.
Haciendo una pequeña transición al cine sonoro, Ford Sterling hizo las últimas, de aproximadamente doscientos setenta apariciones, en la pantalla grande en 1936. Murió en 1939 de un ataque cardíaco (tras padecer diabetes) en Los Ángeles, California y fue sepultado en el Hollywood Forever Cemetery.
Por su contribución a la industria del cine, Ford Sterling tiene una estrella en el Paseo de la Fama de Hollywood en 6612 Hollywood Blvd.